# Восемнадцатый Толедский собор
Восемнадцатый Толедский собор (лат. Concilium Toletanum XVIII) был последним из толедских соборов, состоявшихся в вестготской Испании до её арабского завоевания в 711 году. Был созван в 703 году Витицей, соправительствовавшим с 693 года со своим отцом Эгикой, который созвал прошлый Семнадцатый Толедский собор. На нём председательствовал архиепископ Толедо Гундерик.
Запись актов собора существовала в средние века, но с тех пор была утеряна, что привело к её забвению. В хрониках 754 года есть упоминание о том, что Витица приказал Синдереду «оказать давление на установленное духовенство», но что именно это означает, неизвестно. Это может означать, что он оказал давление на восемнадцатый собор, чтобы тот подтвердил решение Трулльского собора о том, что церковный брак разрешен: согласно «Хронике Альфонсо III», Фруэла I Астурийский (правил в 757—768 годах) отменил это решение. Смысл этого был в том, что Витица предпринял попытку побороться с коррупцией в вестготской католической церкви.